# Tiro esportivo nos Jogos Pan-Americanos de 2023 - Pistola de ar 10 m feminino
A competição da pistola de ar 10 m feminino do tiro esportivo nos Jogos Pan-Americanos de 2023 foi disputada em 26 de outubro de 2023 no Polígono de Tiro, em Pudahuel. Um total de 29 atiradoras de 16 Comitês Olímpicos Nacionais (CON) participaram do evento.

## Calendário
Horário local (UTC−3).
| Data          | Hora  | Fase           |
| ------------- | ----- | -------------- |
| 26 de outubro | 9:00  | Qualificatória |
| 26 de outubro | 13:00 | Final          |

## Medalhistas
| Ouro   | MEX Alejandra Zavala |
| Prata  | USA Alexis Lagan     |
| Bronze | ECU Diana Durango    |

## Resultados

### Qualificatória
As oito primeiras atiradoras se classificam para a final.
| Pos. | Atiradora            | CON                                 | 1  | 2  | 3  | 4    | 5  | 6  | Total   | Notas |
| ---- | -------------------- | ----------------------------------- | -- | -- | -- | ---- | -- | -- | ------- | ----- |
| 1    | Suman Sanghera       | USA Estados Unidos                  | 99 | 96 | 95 | 98   | 97 | 93 | 578-17x | Q,    |
| 2    | Laura Ramos          | ARG Argentina                       | 97 | 94 | 96 | 97   | 95 | 94 | 573-20x | Q     |
| 3    | Alejandra Zavala     | MEX México                          | 95 | 98 | 94 | 95   | 95 | 96 | 573-18x | Q     |
| 4    | Andrea Pérez         | ECU Equador                         | 96 | 93 | 96 | 94   | 96 | 97 | 572-11x | Q     |
| 5    | Lisa Emmert          | USA Estados Unidos                  | 96 | 96 | 97 | 93   | 95 | 94 | 571-15x | Q     |
| 6    | Annia Becerra        | PER Peru                            | 92 | 97 | 95 | 95   | 96 | 95 | 570-20x | Q     |
| 7    | Alexis Lagan         | USA Estados Unidos                  | 94 | 93 | 96 | 96   | 94 | 97 | 570-17x | Q     |
| 8    | Diana Durango        | ECU Equador                         | 94 | 97 | 95 | 94   | 96 | 94 | 570-16x | Q     |
| 9    | Andrea Ibarra        | MEX México                          | 96 | 97 | 93 | 94   | 91 | 99 | 570-12x |       |
| 10   | Laina Pérez          | CUB Cuba                            | 96 | 97 | 93 | 94   | 94 | 95 | 569-16x |       |
| 11   | Abigail Granell      | PUR Porto Rico                      | 95 | 95 | 94 | 90   | 95 | 93 | 562-15x |       |
| 12   | Jennifer Valentín    | PUR Porto Rico                      | 93 | 94 | 93 | 91   | 94 | 94 | 559-15x |       |
| 13   | Yanka Vasileva       | CAN Canadá                          | 90 | 91 | 95 | 96   | 91 | 93 | 556-9x  |       |
| 14   | Cibele Breide        | BRA Brasil                          | 93 | 92 | 94 | 90   | 93 | 92 | 554-11x |       |
| 15   | Kimberly Linares     | EAI Equipe de Atletas Independentes | 94 | 92 | 91 | 91   | 93 | 93 | 554-10x |       |
| 16   | Jocelyn Núñez        | CHI Chile                           | 93 | 93 | 91 | 94   | 92 | 91 | 554-10x |       |
| 17   | Sthephany Gallo      | HON Honduras                        | 90 | 91 | 92 | 93 9 | 4  | 94 | 554-9x  |       |
| 18   | Sheyla González      | CUB Cuba                            | 91 | 94 | 93 | 91   | 90 | 93 | 552-13x |       |
| 19   | Verónica Lozada      | VEN Venezuela                       | 89 | 95 | 92 | 95   | 91 | 90 | 552-6x  |       |
| 20   | Milena Morales       | ESA El Salvador                     | 90 | 90 | 92 | 90   | 94 | 91 | 547-13x |       |
| 21   | Ashley Gallo         | HON Honduras                        | 91 | 92 | 88 | 94   | 92 | 90 | 547-7x  |       |
| 22   | Stefany Figueroa     | EAI Equipe de Atletas Independentes | 94 | 92 | 88 | 93   | 84 | 95 | 546-10x |       |
| 23   | Tessonna Alleyne     | BAR Barbados                        | 89 | 93 | 90 | 90   | 93 | 87 | 542-10x |       |
| 24   | Brianda Rivera       | PER Peru                            | 90 | 86 | 89 | 92   | 90 | 92 | 539-7x  |       |
| 25   | Audrey-Anne Le Sieur | CAN Canadá                          | 93 | 88 | 87 | 92   | 90 | 88 | 538-9x  |       |
| 26   | Maribel Pineda       | VEN Venezuela                       | 91 | 89 | 91 | 89   | 92 | 86 | 538-7x  |       |
| 27   | Yasna Valenzuela     | CHI Chile                           | 90 | 92 | 92 | 83   | 86 | 86 | 529-3x  |       |
| 28   | Frida Aguilar        | ESA El Salvador                     | 93 | 89 | 86 | 88   | 83 | 87 | 526-7x  |       |
|      | Juana Rueda          | COL Colômbia                        |    |    |    |      |    |    | DSQ     |       |

### Final
| Pos.              | Atiradora            | 1º estágio | 1º estágio | 2º estágio – eliminação | 2º estágio – eliminação | 2º estágio – eliminação | 2º estágio – eliminação | 2º estágio – eliminação | 2º estágio – eliminação | 2º estágio – eliminação | Total | Notas |
| ----------------- | -------------------- | ---------- | ---------- | ----------------------- | ----------------------- | ----------------------- | ----------------------- | ----------------------- | ----------------------- | ----------------------- | ----- | ----- |
| Medalha de ouro   | MEX Alejandra Zavala | 49.3       | 98.8       | 118.1                   | 138.2                   | 158.0                   | 177.0                   | 197.2                   | 215.2                   | 8.3 10.6                | 234.1 |       |
| Medalha de prata  | USA Alexis Lagan     | 50.0       | 98.7       | 118.6                   | 137.2                   | 156.5                   | 177.2                   | 195.4                   | 214.1                   | 9.9 7.5                 | 231.5 |       |
| Medalha de bronze | ECU Diana Durango    | 49.2       | 97.4       | 117.3                   | 135.4                   | 156.1                   | 175.6                   | 194.3                   | 9.9 8.8                 | —                       | 213.0 |       |
| 4                 | ECU Andrea Pérez     | 49.1       | 96.5       | 116.5                   | 135.6                   | 155.5                   | 174.2                   | 10.4 9.1                | —                       | —                       | 193.7 |       |
| 5                 | USA Lisa Emmert      | 48.0       | 95.9       | 115.5                   | 134.2                   | 154.3                   | 10.3 9.1                | —                       | —                       | —                       | 173.7 |       |
| 6                 | USA Suman Sanghera   | 46.3       | 96.0       | 116.9                   | 135.9                   | 7.6 10.1                | —                       | —                       | —                       | —                       | 153.6 |       |
| 7                 | ARG Laura Ramos      | 48.0       | 95.1       | 112.5                   | 8.1 9.1                 | —                       | —                       | —                       | —                       | —                       | 129.7 |       |
| 8                 | PER Annia Becerra    | 46.8       | 92.8       | 9.4 10.2                | —                       | —                       | —                       | —                       | —                       | —                       | 112.4 |       |